# Base aérienne de Bertrix
La base aérienne de Bertrix ou base aérienne de Jehonville (code OACI: EBBX) est une base aérienne de la Composante Air de l'armée belge située à Jehonville en province de Luxembourg, en Wallonie, non loin de la localité plus connue de Bertrix.
Elle ne sert plus aujourd'hui que de base d'entrainement aux cadets de l'air belges pour y effectuer des vols majoritairement en planeur. Néanmoins, des installations militaires l'entourent encore et sont, elles, toujours en activité.

## Histoire
La base fut construite dans les années 1950 à la demande de l'OTAN. Elle fait aujourd'hui office de base aérienne de réserve pour la composante Air et de base d'entraînement pour ses cadets depuis 2007. Elle est également un terrain d'aviation de réserve de l'OTAN — une base de dispersion — située à 130 km au sud-est de Bruxelles. Afin de réduire le risque de se faire surprendre par une attaque aérienne massive de la part des forces du pacte de Varsovie, le SACEUR (Supreme Allied Commander in Europe) avait développé un plan de redéploiement de ses forces, Afin d'améliorer leurs capacités à résister au coup initial et/ou de conserver tout au moins une capacité de représailles. Ce plan (connu sous le nom de code MC60) a été adopté par le comité militaire de l'OTAN au mois d'avril 1956. Une décision du SHAPE (AG61160 ANDP) datant du 11 février 1957, décrit d'ailleurs la localisation future des quatre aérodromes de déploiements concernant la première division aéronautique (First Air division) canadienne. Il s'agissait des bases suivantes : Rocroi (France), Saint-Hubert (Belgique), Stuttgart (Allemagne) et Sandweiler (aujourd'hui devenu l'aéroport du Findel à Luxembourg), Luxembourg. Cependant, Bertrix le tout nouvel aérodrome de dispersion fut désigné peu de temps après pour remplacer l'aérodrome de Stuttgart (qui était un aéroport civil) L'accord pour utiliser communément les aérodromes de Saint-Hubert et de Jéhonville (Bertrix) fut entériné le 29 août 1958. Les pistes furent adaptées ou construites suivant les standards OTAN de l'époque: 2 400 mètres de long avec une autre piste parallèle de 23 mètres de large. Plus tard, entre 1958 et 1961, les critères voulus par l'OTAN étendirent les distances des bases actives à 10 000 pieds (soient 3 300 mètres) afin de prévenir des sorties de piste ce qui ne fut pas d'application sur les terrains de réserve. La piste de Jéhonville fut tout de même allongée de 200 mètres.
Dès 1958, la piste et la base de repli de Bertrix/Jéhonville furent opérationnelles mais certaines parties comme le stock de P.O.L. (Petroleum, Oil and Lubricant), le magasin de munitions et les équipements télécoms faisaient toujours défaut. Ce qui empêchait ce champ d'aviation d'être pleinement opérationnel. À partir du 31 décembre 1958, malgré les travaux qui devaient se poursuivre en 1959, Bertrix fut prête à être utilisée par le 422 Squadron (volant sur F86 Sabre) basé à Baden-Baden, en Allemagne (RFA), et, pour ce faire, fournit également un détachement de sécurité. À partir de ce moment, l'aérodrome fut régulièrement utilisé pour des exercices de déploiement qui continuèrent même lorsque le F-104 Starfighter remplaça le F-86 Sabre, c'est-à-dire jusqu'en 1963.
L'abandon de l'utilisation de cette base de déploiement fut ordonné lorsque les forces canadiennes furent obligées de quitter la France en 1966 à la suite de la décision du général de Gaulle. Après cela, la base fut cédée à l'armée belge. Cependant, dans les années 1970, cette base fut utilisée à des fins civiles ; un aéroclub y fut actif en 1974-1976 avec utilisation le week-end seulement. En outre, le célèbre duo acrobatique belge des « Slivers » (sur F-104G Starfighter) y débuta ses entraînements à cette époque. Ensuite, et depuis lors, la base et ses nombreux bunkers fraîchement construits servent d'abris pour les munitions belges qui furent rapatriées d’Allemagne après l'effondrement du mur de Berlin. Bien que l'accès par rail fut opérationnel via un raccordement ferroviaire, le transfert a été effectué par camions militaires de la gare de Bertrix vers les silos. Une mini garnison "MUN" occupe le site actuellement.

## Caractéristiques

### Situation
| \| 50 km1:2 420 000 \| Amougies Arlon Cerfontaine Haren Latour Namur Saint-Hubert Spa · La Sauvenière Verviers Anvers Ostende · Bruges Bruxelles Charleroi · Bruxelles-Sud Courtrai Liège Beauvechain Bertrix Brustem Chièvres Coxyde Florennes Kleine-Brogel Melsbroek Moorsele Schaffen Weelde Zutendaal Gossoncourt Grimbergen Aéroport Aérodrome civil Aérodrome militaire |
| 50 km1:2 420 000 |

### Piste
L'unique piste est la 06 / 24 de 2 825 mètres de long pour 45 mètres de large. Elle est en asphalte.

## Services
La base dispose d'un raccordement à la ligne ferroviaire belge 166.